# SV Dinamo Helfort
Der Sportverein Dinamo Helfort ist ein österreichischer Fußballverein aus dem 16. Bezirk Ottakring der Bundeshauptstadt Wien und spielt derzeit in der Wiener Liga, der vierthöchsten Spielstufe Österreichs.

## Geschichte

### Gründung und Anfangsjahre
Der Verein wurde im Jahr 1910 als Sportclub Helfort gegründet. Über die Herkunft des Namens gibt es verschiedene Deutungen. Angeblich soll ein uneinnehmbares französisches Fort Belfort den Anreiz zur Namensgebung geliefert haben, wobei unklar scheint, warum der Buchstabe B durch ein H ersetzt wurde. Eine zweite Vermutung spricht von einem Gründungsmitglied mit dem Namen Alois Helfert.
Helfort spielte lange Jahre in den niederen Klassen Wiens. Während des Ersten Weltkrieges musste der Spielbetrieb vorübergehend eingestellt werden. 1921 bezog Helfort seinen ersten eigenen Sportplatz in der Kendlerstraße, den der Verein noch immer in seinem Besitz hält. In der Saison 1924/25 gelang Helfort der Meistertitel in der 3. Klasse Nord. Der Verein wäre damit als Aufsteiger für die zweithöchste Spielklasse qualifiziert gewesen. Der Verein beschloss aber 1926 zur VAFÖ überzutreten, wo er bis 1934 verblieb. Den Höhepunkt dieser Zeit bildete der Gewinn der Meisterschaft 1930. Daran anschließend spielte der Sportclub Helfort erstmals in der 2. Klasse Nord und erreichte bereits im ersten Jahr den fünften Platz. In der Saison 1936/37 errangen die Ottakringer den Meistertitel der 2. Spielstufe und waren damit in der Aufstiegsrunde zur damaligen Nationalliga startberechtigt. Mit nur einem Sieg erreichte Helfort hinter dem überlegenen 1. Simmeringer SC nur den 2. Platz vor dem SK Sturm Graz. In der Folgesaison 1937/38 wäre der Meister der nunmehr eingleisig geführten 2. Klasse ohne Qualifikation aufstiegsberechtigt gewesen, allerdings reichte es für den SC Helfort nur zum zweiten Rang hinter dem SC Austro Fiat Wien. Auch in der Saison 1942/43 scheiterten die Ottakringer wiederum mit dem zweiten Rang knapp am Aufstieg in die oberste mittlerweile ostmärkische Liga.

### Erfolgszeit 1944–1946
Die Saison 1944/45 wurde am 4. Februar 1945 aufgrund der Kriegsereignisse abgebrochen und nicht gewertet. Zum Zeitpunkt des Abbruchs lag Helfort überlegen an der Tabellenspitze.
Ein weiterer Höhepunkt gelang den Ottakringern mit einem 5:1-Sieg über den österreichischen Rekordmeister SK Rapid Wien vor 16.000 Zuschauern beim sogenannten Befreiungscup im Jahr 1945. Helfort konnte bis in das Finale vordringen und verlor dort gegen den First Vienna FC 1894 Wien mit 1:3. Für die erste Nachkriegssaison 1945/46 wurde Helfort als Tabellenführer der abgebrochenen Vorjahresmeisterschaft als Aufsteiger in die erstklassige Wiener Liga zugelassen. Der größte Erfolg während des einjährigen Gastspiels in der ersten Leistungsklasse war wieder ein Sieg gegen den SK Rapid, daheim vor 12.000 Zuschauern mit 2:1. Insgesamt reichte es für den SC Helfort aber nur zum 10. Tabellenrang, weshalb der Verein umgehend den Abstieg in Kauf nehmen musste.

### Der langsame Abstieg
1949/50 wurde mit der Staatsliga A erstmals nach dem Zweiten Weltkrieg eine gesamtösterreichische Meisterschaft ausgespielt. Helfort spielte in dieser Saison in der zur zweiten Leistungsstufe degradierten Wiener Liga. 1950/51 wurde die Staatsliga B eingeführt, die für Vereine aus den östlichen Bundesländern inklusive Wien offen war. Helfort scheiterte mit dem 6. Saisonrang jedoch an der Qualifikation zur Staatsliga B und verblieb damit bis zur Saison 1964/65 in der nunmehr drittklassigen Wiener Liga. In den Folgejahren gelang es dem Verein bis 1975 mehrmals in der Regionalliga Ost mitzuspielen, bevor der Abstieg bis in die Wiener Unterliga folgte. 1981 fusionierte der SC Helfort mit dem FC Hornek aus Wien zum SC Helfort-Hornek. Im Jahr 1991 kam es schließlich zur Fusion mit dem FC Fortuna Wien. Dieser Verein, nicht zu verwechseln mit dem DSV Fortuna 05, entstand 1922 unter dem Namen Neulerchenfelder Amateure. Als SKF Helfort 15 Wien schaffte man den Aufstieg in die Wiener Liga und erreicht in der Saison 1996/97 immerhin den zweiten Tabellenrang hinter dem Floridsdorfer AC. In den Folgejahren kam es dann durch die Unterstützung des Hauptsponsors SPC Gschwandtner Seminare Projekte Consulting GmbH zur Umbenennung des SKF Helfort 15 in SPC Helfort.

### Erneuter Erfolg
Im Spieljahr 2005/06 spielte der SPC Helfort in der Oberliga A und gelangte zu einem beachtlichen Erfolg, als man mit 24 Siegen, 2 Unentschieden und 4 Niederlagen Meister wurde und dadurch in die Wiener Stadtliga aufstieg. Mit einem Torverhältnis von 108:44 (durchschnittlich 3 Tore pro Spiel) war diese Saison eine der erfolgreichsten der letzten Jahre. Für die aktuelle Saison heißt das Hauptziel Klassenerhalt.

### 2006–2009
Die SPC Helfort hatte es nach dem Meistertitel in der Oberliga-A, in der darauf folgenden Saison in der Wienerliga nicht leicht. Es war eine durchwachsene Spielzeit. Man konnte sich trotzdem in ein "Endspiel" um den Klassenerhalt retten. Leider ging dies mit 3:5 gegen den LAC verloren und man musste den Gang wieder in die Oberliga antreten. Für die Saison 2007/08 musste nach zahlreichen Abgängen, die Mannschaft fast komplett neu strukturiert werden. Man schlug sich aber mehr als gut und beendete diese Saison mit 61 Punkten auf Rang 3. Absolutes Highlight war der 1:2-Sieg gegen den "Erzrivalen" Slovan HC auf deren Anlage. Die darauffolgende Saison 2008/09 war die erste komplette Saison für Wilhelm Binder und Martin Puza als gemeinsames Trainerteam. Sportlich konnte man den Erfolg der letzten Saison nicht ganz wiederholen, was vielleicht daran lag, dass das Trainerteam die Mannschaft schrittweise verjüngte. Schließlich kam ein 7. Platz dabei heraus.
Infrastrukturmäßig wurde die Anlage durch einen neuen Kunstrasen aufgewertet.

## Fußballplatz
Der Helfort-Platz liegt in Ottakring nahe dem Auto-Platz (Red Star Penzing) und dem Slovan-Platz (Slovan HAC Wien). Der Sportplatz wurde 1921 vom SC Transvaal übernommen und dient den Ottakringern bis heute als Heimstätte. Er umfasst einen Rasen- und einen Kunstrasenplatz. Seit Fertigstellung der U3-Station Kendlerstraße im Jahr 1999 sind alle drei Plätze gut zu erreichen. Der Eingang zum Helfort-Platz befindet sich schräg gegenüber dem U-Bahn Ausgang Opfermanngasse.

## Ligenzugehörigkeit
1. Leistungsstufe:
- Wiener Liga: 1945/46

2. Leistungsstufe:
- Wiener 2. Klasse Nord: 1935–1938
- Bezirksklasse Wien: 1939
- Wiener 1. Klasse A: 1940–1945, 1947–1950
- Regionalliga Ost: 1965–1969, 1975

3. Leistungsstufe:
- Wiener Liga: 1951–1974

4. Leistungsstufe:
- Wiener Liga: 2006/07, 2022

5. Leistungsstufe:
- Oberliga-A: 2007–2014
- 2. Landesliga: 2015–2021

## Erfolge
In chronologischer Reihenfolge:
- 1 × Meister 3. Klasse Wien Nord (3): 1925
- 1 × Meister 2. Klasse Wien (2): 1937
- 1 × Meister Oberliga A: 2006
- 1 × Meister 2. Landesliga Wien: 2021[1]
- 1 × WFV Cup Sieger 2025